# Chimarrogale leander
Chimarrogale leander — вид ссавців з родини мідицевих (Soricidae).

## Таксономічні примітки
Вид відокремлено від C. himalayica.